# ناحیه چستر، شهرستان اوتسگو، میشیگان
ناحیه چستر (به انگلیسی: Chester Township) یک منطقهٔ مسکونی در ایالات متحده آمریکا است که در شهرستان آتسگو، میشیگان واقع شده‌است.
 ناحیه چستر ۱۷۸٫۲ کیلومتر مربع مساحت و ۱٬۲۶۵ نفر جمعیت دارد و ۳۸۶ متر بالاتر از سطح دریا واقع شده‌است.